# Agustí Villaronga
Agustí Villaronga i Riutort (Palma di Maiorca, 4 marzo 1953 – Barcellona, 22 gennaio 2023) è stato un regista, sceneggiatore e attore spagnolo.
Autore controverso di film talvolta scomodi, ha esplorato nuovi linguaggi e tematiche diverse, più volte soffermandosi sul tema della guerra civile spagnola.

## Biografia
Nacque da una famiglia di commercianti di pellami; suo padre, che era stato inviato al fronte della guerra civile spagnola a soli quindici anni, da adulto si era stabilito a Maiorca dove aveva trovato lavoro come portalettere. Appassionato di cinema, trasmise questa passione al figlio Agustí che cominciò a realizzare piccole proiezioni con lanterne, disegni e scatole di fiammiferi. 
A 14 anni, Villaronga decise di diventare regista e scrisse a Roberto Rossellini una lettera per essere ammesso a Roma alla sua scuola di cinema, ma gli fu risposto che prima avrebbe dovuto terminare gli studi. Così, dopo gli studi superiori, si iscrisse all'università di Barcellona, dove conseguì la laurea in storia e geografia. Nel contempo entrò in contatto con il regista teatrale Victor Garcia e cominciò a girare l'Europa e l'America recitando, nella compagnia dell'attrice Núria Espert, un ruolo nel dramma Yerma di Federico García Lorca. Successivamente fu incaricato dal produttore Pepón Coromina di preparare i costumi per un film tratto da La piazza del diamante e da allora non smise più di frequentare il mondo dei tecnici e delle maestranze nell'intento di scoprire gli insegnamenti, i trucchi e i segreti del cinema. Divenne così docente di immagine, art director, decoratore, stilista e produttore di video di moda, prima di realizzare i suoi primi cortometraggi: Anta Dona (1976), Laberint (1980) e Al Mayurka (1980).
Nel 1986, con un budget ridotto, riuscì a terminare il suo primo lungometraggio, Al di là del cristallo (Tras el cristal) che fu selezionato per la 36ª edizione del Festival di Berlino, dove lasciò sconcertati pubblico e critica mescolando temi spinosi come il nazismo, la tortura e l'omosessualità con un audace approccio visivo. Tre anni dopo realizzò Il bambino della luna (El niño de la luna), ispirato all'omonimo romanzo di Aleister Crowley, che parla di un bambino bianco con poteri telecinetici che potrebbe essere il dio profetizzato di una tribù africana. Il film vinse il Premio Goya per la migliore sceneggiatura originale e fu proiettato al Festival di Cannes.
Per alcuni anni Villaronga si dedicò all'adattamento cinematografico di La morte della primavera, romanzo postumo di Mercè Rodoreda ma, non trovando nessun produttore disposto a finanziarne la realizzazione, si allontanò dalla fiction girando il documentario Al-Andalus: las artes islámicas en España. Successivamente ricevette l'incarico di girare per la televisione Il passeggero clandestino, da un romanzo di Georges Simenon, un lavoro lontano dal suo modo di narrare e di esprimersi. 
In questi anni il regista fu fortemente tentato di abbandonare per sempre la regia cinematografica ma nel 1997, grazie a una proposta dell'attrice Maria Barranco, arrivò l'occasione di realizzare 99.9, un film di genere horror-fantastico con elementi paranormali, che fu presentato in numerosi festival, tra cui quelli di Montreal, Toronto, Sitges, L'Avana e gli italiani Fantafestival e Festa del Cinema di Roma.
El mar, girato nel 2000, segnò il suo ritorno come autore di un lavoro interamente suo. Incentrato sul tema della guerra civile spagnola, uno dei temi ricorrenti di Villaronga, il film si sofferma sull'infanzia oscura e traumatica di due giovani uomini e una donna in un sanatorio negli anni '40. Considerato tra i suoi più significativi, il film destò l'interesse della critica internazionale e, presentato in concorso a Berlino, vinse il Premio Manfred Salzgeber. 
Alla continua ricerca di nuove tematiche, il regista nel 2002 realizzò Aro Tolbukhin - Nella mente di un assassino (Aro Tolbukhin - En la mente del asesino) in collaborazione con Isaac-Pierre Racine e Lydia Zimmermann, un finto documentario (mockumentary) in cui sperimentava diversi stili, linguaggi e formati.
Nel 2005, il Bergamo Film Meeting dedicò a Villaronga una ampia retrospettiva e un volume monografico  . Dopo alcuni lavori realizzati per la televisione, Villaronga tornò al cinema nel 2011 con Pa negre (Pane nero), che si focalizza ancora una volta sulla formazione di un bambino negli anni della guerra civile. Proiettato in anteprima al festival di San Sebastián, il film guadagnò nove Premi Goya su un totale di 14 candidature e fu selezionato per la Spagna come miglior film straniero.
Del 2015 è El Rey de La Habana, pellicola in cui un ragazzo fuggito da un centro di correzione si perde nelle strade della difficile Cuba degli anni '90, mentre del 2017 è Incerta glória, ambientata negli anni della guerra. 
Nella ricerca di un nuovo pubblico, Villaronga diresse nel 2019 Born A King, un racconto di formazione su Faysal, futuro re dell'Arabia Saudita inviato da suo padre a Londra per una missione diplomatica all'età di 13 anni. La produzione fu un successo al botteghino in numerosi paesi di lingua araba.
L'ultimo lungometraggio, terminato nel 2021, si intitolava El ventre del mar ed era ispirato a Oceano mare di Alessandro Baricco. Affetto da tumore, tra una seduta e l'altra di chemioterapia il regista aveva cominciato a girare Loli Tormenta, film-commedia basato sul romanzo La morte della primavera che già aveva tentato di realizzare più di trenta anni prima, ma il film è rimasto incompiuto.
Villaronga è morto il 22 gennaio 2023.

## Filmografia parziale

### Regista
- Al di là del cristallo (Tras el cristal) (1986)
- Il bambino della luna (El niño de la luna) (1989)
- 99.9 (1997)
- El mar (2000)
- Aro Tolbukhin - Nella mente di un assassino (Aro Tolbukhin - En la mente del asesino) (2002)
- Pa negre (2010)
- El Rey de La Habana (2015)
- El ventre del mar (2021)

### Attore
- La Gomera - L'isola dei fischi (La Gomera), regia di Corneliu Porumboiu (2019)